# Megachile scheviakovi
Megachile scheviakovi là một loài Hymenoptera trong họ Megachilidae. Loài này được Cockerell mô tả khoa học năm 1928.